# Afroheriades larvatus
Afroheriades larvatus är en biart som först beskrevs av Heinrich Friese 1909.  Afroheriades larvatus ingår i släktet Afroheriades och familjen buksamlarbin. Inga underarter finns listade i Catalogue of Life.